# Argyrodes jamkhedes
Argyrodes jamkhedes là một loài nhện trong họ Theridiidae.
Loài này thuộc chi Argyrodes. Argyrodes jamkhedes được Benoy Krishna Tikader miêu tả năm 1963.